# Flughafen Ivalo

i7
i11
i13

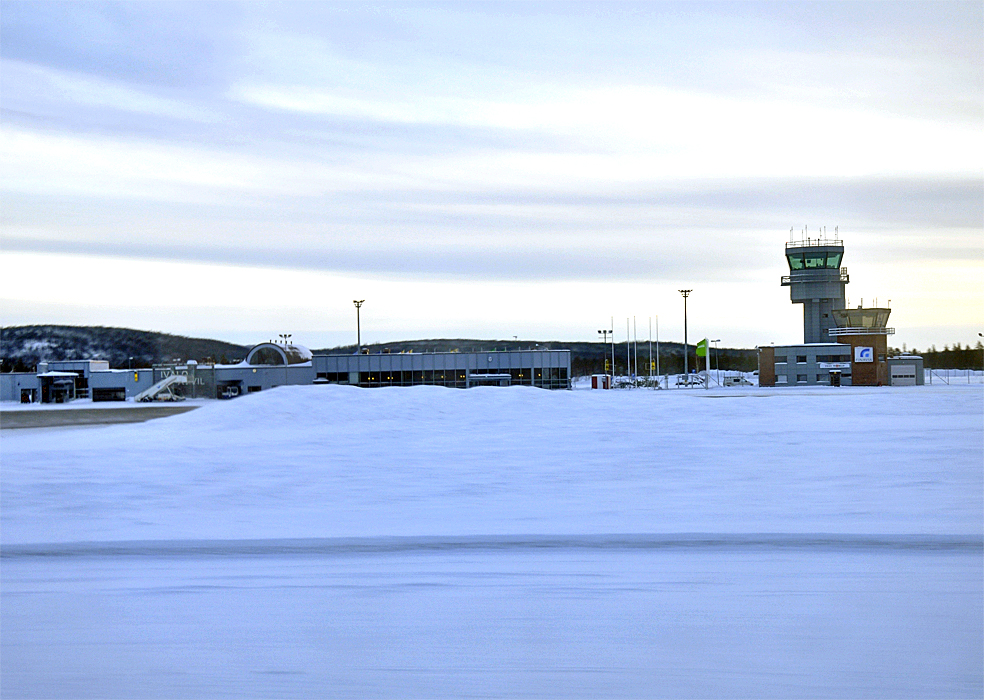
Der Flughafen von Ivalo

Der Flughafen Ivalo (IATA-Code: IVL, ICAO-Code: EFIV) ist ein Flughafen in Finnisch-Lappland. 
Er ist der nördlichste Flughafen der Europäischen Union und befindet sich 11 km südwestlich von Ivalo, dem Hauptort der Gemeinde Inari. Der Flughafen wurde 2015 vom Betreiber Finavia renoviert. Die Fluggesellschaft Finnair fliegt täglich nach Helsinki. Außerdem fliegt die norwegische Billigfluggesellschaft Norwegian Air Shuttle mehrmals in der Woche nach Helsinki.

## Anfahrt
Mit dem Auto gelangt man nach einer Fahrt von 11 Kilometern ins Zentrum von Ivalo. Zum Wintersportort Saariselkä sind es 25 km. Neben einem Shuttlebus gibt es am Flughafen eine Anbindung an Taxis und ein Sammeltaxi sowie Autovermietungen.